# 라울 알비올
라울 알비올 토르타하다(스페인어: Raúl Albiol Tortajada raˈul alˈβjol tortaˈxaða[*], 카탈루냐어:  raˈuɫ aɫβiˈɔɫ toɾtaˈdʒaða, 1985년 9월 4일, 발렌시아 지방 비야마르산트 ~)는 스페인의 축구 선수로, 포지션은 중앙 수비수이다. 현재 스페인 라리가의 비야레알 소속이다.
물리적으로 힘이 좋은 선수로 공중 경합에 뛰어나며, 그의 주 능력은 다재다능함에 있어, 그는 중앙 수비수, 우측 수비수, 혹은 수비형 미드필더의 역할을 수행할 수 있다. 그는 현역 기간 대부분을 발렌시아와 레알 마드리드에서 보냈고, 두 구단에서 활약하며 5번의 주요 대회 우승을 경험했다. 이 두 구단에서 활약한 10년 동안 229번의 라 리가 경기에 나섰고, 7골을 기록했다.
2007년부터 스페인 국가대표이기도 한 알비올은 두 차례의 FIFA 월드컵과 두 차례의 UEFA 유럽 축구 선수권 대회에 우승했고, 2010년 FIFA 월드컵을 비롯한 세 번의 주요 대회에서 우승했다.

## 클럽 경력

### 발렌시아
발렌시아 지방 비야마르산트 출신인 알비올은 인근의 평범한 두 구단에서 축구를 시작한 뒤, 자신의 10번째 생일을 앞두고 지역의 거함 발렌시아에 입단했다. 그는 2003년 9월 24일, AIK와의 UEFA컵 1라운드 경기에서 18세 20일의 나이로 1군 데뷔전을 치렀지만, 첫 시즌에는 대게 2군 경기에만 출전했다.
2004년 8월, 헤타페로 임대 계약을 하러 가던 도중, 알비올은 심각한 교통 사고를 당해 중환자실에 후송되었다. 그는 완쾌한 후 1월에 출전하기 시작해 마드리드 연고 구단이 강등권에서 탈출할 수 있게 도왔다: 그는 2005년 1월 15일에 1-1로 비긴 아틀레티코 마드리드와의 안방 경기에서 라 리가 첫 경기를 치렀고, 두 달 뒤에는 또다른 수도 연고 구단인 레알 마드리드를 상대로는 득점을 올려 안방에서 2-1 승리를 거두는데 일조했다.
알비올은 이후 발렌시아로 복귀해 다재다능함을 특기로 발렌시아 주전이 되었다. 레알 베티스와 안방에서 펼친 2006-07 시즌 첫 경기에서, 그는 결승골을 넣어 2-1 승리를 견인했다. 그는 2006년 9월 12일, 올림피아코스와의 같은 시즌 UEFA 챔피언스리그 경기에서도 멀리서 골을 쏘았고, 발렌시아는 적지에서 4-2 승리를 챙겼다. 발렌시아 1군에서 4시즌을 보내면서, 그는 최소 한 시즌 당 29경기는 출전했고, 동지 (Che)는 2007-08 시즌에 코파 델 레이를 우승했다.

### 레알 마드리드

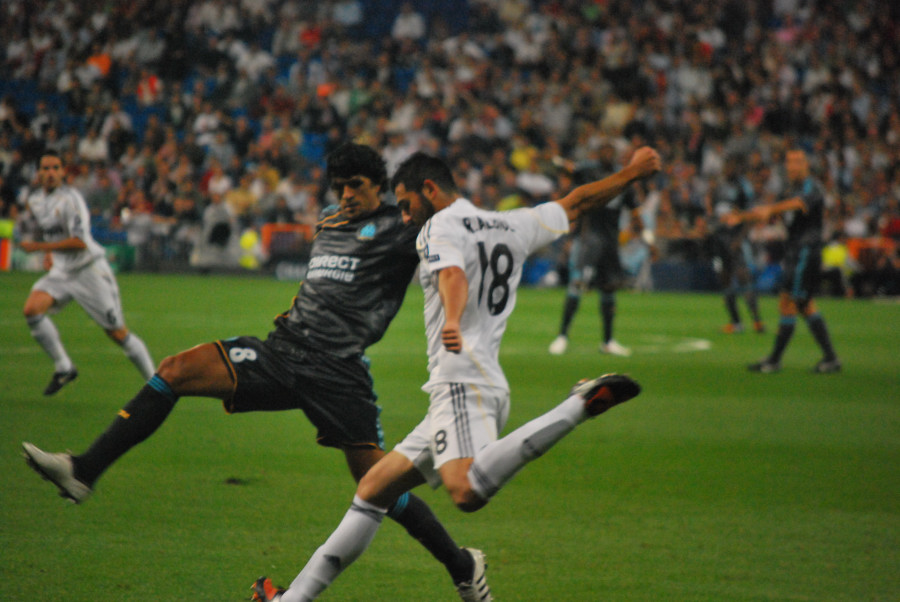
2009년 마르세유와의 UEFA 챔피언스리그 경기에서 루초 곤살레스를 상대하는 알비올

2009년 6월 25일, 알비올은 €15M 정도의 이적료로 레알 마드리드에 합류했고, 플로렌티노 페레스 회장 임기에 입단한 첫 스페인 선수가 되었다. 7월 2일, 그는 산티아고 베르나베우 입단식에 참가해 그 시즌에 해결되지 못한 심장 문제로 더 이상 참가하지 못할 루벤 데 라 레드의 등번호 18번을 받았다.
12월 8일, 알비올은 3-1로 이긴 마르세유와의 UEFA 챔피언스리그 경기에서 머랭 (Merengues) 소속으로 첫 골을 기록했다. 2009-10 시즌 동안, 그는 페페가 무릎 중상으로 빠지면서 주전으로 출전하곤 했다.
2010-11 시즌, 알비올은 히카르두 카르발류가 레알 마드리드에 입단하면서 (그는 주제 모리뉴 신임 감독과 국적이 같았다.) 후보 선수로 지위가 하락했고, 동료의 부상이나 징계 (페페는 신체적 문제로 또 수 차례 결장했다.) 로 빠질 때만 출전했다. 그러나, 그는 코파 델 레이에서 주전으로 활약해 결승전 진출을 도왔다. 2011년 1월 26일, 1-0으로 이긴 세비야와의 준결승 1차전 원정 경기에서 루이스 파비아누가 찬 공을 득점선 안으로 들어가기 전에 걷어냈다. 4월 16일, 그는 고전 더비 경기에서 전 발렌시아 동료인 다비드 비야를 페널티 구역에서 넘어뜨려 퇴장당했고, 선제골을 실점하면서 경기는 안방에서의 1-1 무승부로 끝났고, 나흘 후의 코파 델 레이 결승전에 징계로 빠졌지만, 같은 상대로 한 이 경기에서 1-0으로 이겼다.
2012년 8월 6일, 알비올은 레알 마드리드와의 계약 기간을 2017년 6월까지 늘렸다. 11월 27일, 그는 알코야노와의 코파 델 레이 경기에서 주장으로서의 첫 경기에 임했지만, 1분 만에 발목 부상으로 들것에 실려나가 1달 간 결장하게 되었다. 2013년 5월 8일, 알비올은 레알 마드리드 소속으로 2번째 공식 골을 기록했는데, 6-2로 이긴 말라가와의 안방 경기에서 코너킥을 머리로 넣어 선제골을 기록했다.

### 나폴리

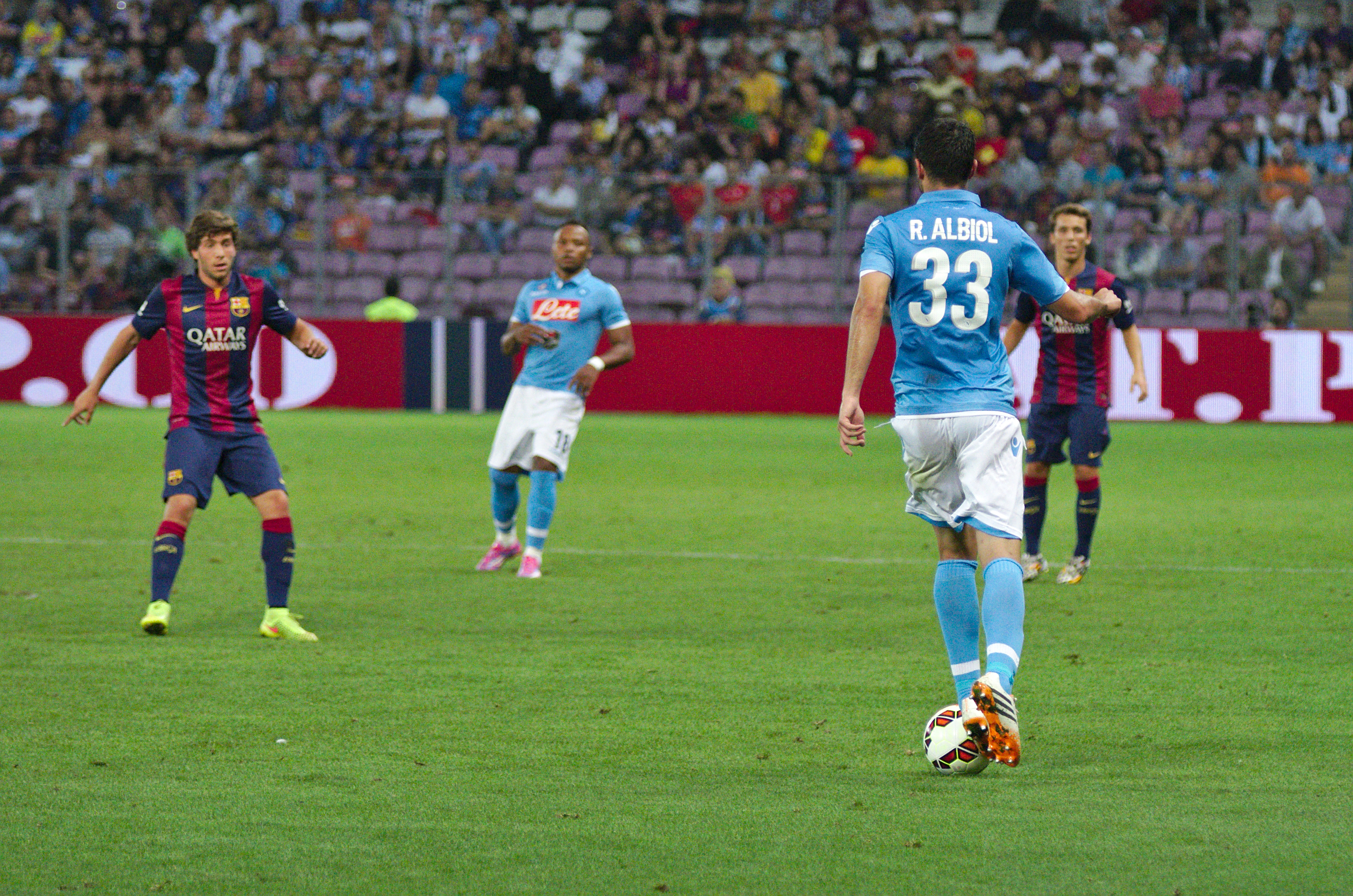
2014년, 바르셀로나와의 친선전에서 공을 모는 알비올

2013년 7월 21일, 알비올은 €12M에 이탈리아의 나폴리에 매각되었고, 라파엘 베니테스가 지휘봉을 잡은 구단과 4년 계약을 체결했다. 그는 8월 25일, 3-0으로 이긴 볼로냐와의 안방 경기에서 세리에 A 첫 경기를 치렀다.
2014년 1월 25일, 알비올은 1-1로 비긴 키에보베로나와의 안방 경기에서 나폴리 첫 골을 기록했다. 5월 3일, 그는 3-1로 이긴 피오렌티나와의 코파 이탈리아 결승전에 교체되지 않고 출전했다.

## 국가대표 경력

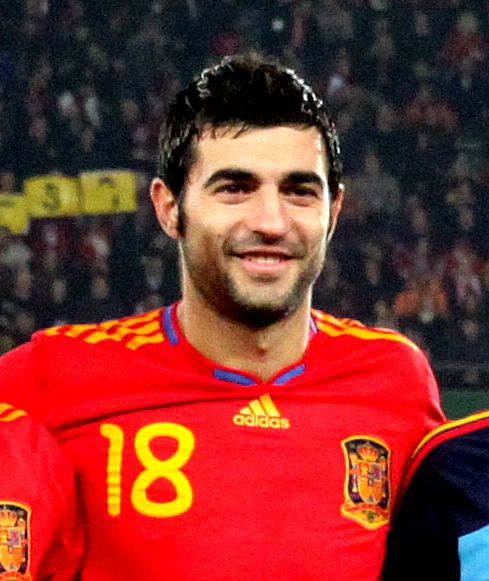
2009년, 스페인 국가대표 경기의 알비올

전 스페인 U-21 국가대표로, 알비올은 2007년 10월 13일, 덴마크와의 UEFA 유로 2008 예선전 원정 경기에 성인 국가대표팀 경기에 처음 출전해 3-1 승리에 공헌했다. 대회 본선에서, 그는 두 경기에 출전해 우승에 공헌하였는데, 그가 출전한 경기는 스웨덴전 (부상당한 카를레스 푸욜과 교체되어 들어갔다.) 과 그리스전이었다.
비센테 델 보스케 국가대표팀 신임 감독은 남아프리카 공화국에서 열린 2009년 FIFA 컨페더레이션스컵에 참가할 선수 명단에 알비올을 포함했다. 그는 발렌시아 동료인 카를로스 마르체나를 대신하여 푸욜과 중앙 수비를 맡아 뉴질랜드와의 1차전에서 5-0으로 대승하는데 도왔다.
알비올은 2010년 FIFA 월드컵에 참가했고, 스페인은 이 대회에서 세계 정상에 올랐지만, 훈련에서의 부상으로 한 경기도 출전하지 못했다. 그는 폴란드와 우크라이나에서 열린 UEFA 유로 2012에도 참가했지만, 후보로만 대기했고, 이 대회에서도 우승을 차지했다.
알비올은 2014년 FIFA 월드컵에 참가할 스페인의 30인 예비 명단에 이름을 올렸고, 대회 본선 명단에도 이름을 올렸다. 그는 스페인이 이미 탈락을 확정지은 와중에 오스트레일리아와의 조별 리그 최종전에서 FIFA 월드컵 첫 경기를 치렀는데, 그는 90분을 출전해 세르히오 라모스와 중앙 수비를 맡아 3-0 승리에 일조했다.

## 사생활
알비올의 별칭은 "초리" (El Chori)이다. 그의 형 미겔도 축구 선수이다. 형은 미드필더로, 발렌시아 유소년 아카데미를 거쳐 1군 경기에 한 번 출전했지만, 대게 라요 바예카노 선수로 활동했다. 그의 부친도 이름이 미겔이며, 그는 하부 리그에서 활약했는데, 주로 베니도름 선수로 활약했고, 사바델 소속으로 1979-80 시즌에 두 차례의 세군다 디비시온 경기에 출전했다. 막내 동생의 이름은 브리안으로 브리안 라우드루프에서 이름을 땄는데, 라우드루프는 라울이 덴마크 국가대표팀 활약상을 보고 존경했던 선수이다.
알비올은 알리시아를 배우자로 맞이했으며, 두 딸의 아버지이다.

## 클럽 통계
2024년 12월 15일 기준
| 클럽          | 시즌      | 리그 | 리그 | 컵1  | 컵1  | 유럽 | 유럽 | 합계 | 합계 |
| 클럽          | 시즌      | 출장 | 득점 | 출장 | 득점 | 출장 | 득점 | 출장 | 득점 |
| ------------- | --------- | ---- | ---- | ---- | ---- | ---- | ---- | ---- | ---- |
| 발렌시아 B    | 2003–04   | 35   | 2    | -    | -    | -    | -    | 35   | 2    |
| 헤타페        | 2004–05   | 17   | 1    | 2    | 0    | -    | -    | 19   | 1    |
| 발렌시아      | 2003-04   | -    | -    | -    | -    | 2    | 0    | 2    | 0    |
| 발렌시아      | 2005–06   | 29   | 1    | 0    | 0    | 0    | 0    | 29   | 1    |
| 발렌시아      | 2006–07   | 36   | 1    | 2    | 1    | 12   | 1    | 50   | 3    |
| 발렌시아      | 2007–08   | 32   | 1    | 3    | 0    | 7    | 0    | 42   | 1    |
| 발렌시아      | 2008–09   | 34   | 2    | 4    | 0    | 6    | 0    | 42   | 2    |
| 발렌시아      | 합계      | 131  | 5    | 18   | 1    | 30   | 1    | 179  | 8    |
| 레알 마드리드 | 2009–10   | 33   | 0    | 2    | 0    | 8    | 1    | 43   | 1    |
| 레알 마드리드 | 2010–11   | 20   | 0    | 6    | 0    | 6    | 0    | 32   | 0    |
| 레알 마드리드 | 2011–12   | 10   | 0    | 2    | 0    | 5    | 0    | 17   | 0    |
| 레알 마드리드 | 2012–13   | 18   | 1    | 6    | 0    | 3    | 0    | 26   | 1    |
| 레알 마드리드 | 합계      | 81   | 1    | 16   | 0    | 22   | 1    | 119  | 2    |
| 나폴리        | 2013–14   | 32   | 1    | 5    | 0    | 9    | 0    | 46   | 1    |
| 나폴리        | 2014–15   | 35   | 0    | 4    | 0    | 12   | 0    | 51   | 0    |
| 나폴리        | 2015–16   | 36   | 1    | 0    | 0    | 3    | 0    | 39   | 1    |
| 나폴리        | 2016-17   | 26   | 0    | 3    | 0    | 6    | 0    | 35   | 0    |
| 나폴리        | 2017-18   | 31   | 3    | 0    | 0    | 8    | 0    | 39   | 3    |
| 나폴리        | 2018-19   | 20   | 1    | 0    | 0    | 6    | 0    | 26   | 1    |
| 나폴리        | 합계      | 180  | 6    | 12   | 0    | 44   | 0    | 236  | 6    |
| 비야레알      | 2019-20   | 36   | 1    | 2    | 0    | -    | -    | 38   | 1    |
| 비야레알      | 2020-21   | 35   | 0    | 1    | 0    | 11   | 2    | 47   | 2    |
| 비야레알      | 2021-22   | 28   | 0    | 3    | 1    | 12   | 0    | 43   | 1    |
| 비야레알      | 2022-23   | 25   | 0    | 1    | 0    | 1    | 0    | 27   | 0    |
| 비야레알      | 2023-24   | 26   | 0    | 1    | 0    | 3    | 0    | 30   | 0    |
| 비야레알      | 2024-25   | 14   | 0    | 1    | 0    | -    | -    | 15   | 0    |
| 비야레알      | 합계      | 164  | 1    | 9    | 1    | 27   | 2    | 200  | 4    |
| 비야레알      | 경력 합계 | 608  | 16   | 57   | 3    | 123  | 4    | 788  | 23   |

1수페르코파 데 에스파냐 등 기타 경기 포함.

## 기록

### 클럽

#### 발렌시아
- UEFA컵: 2003–04
- 코파 델 레이: 2007–08

#### 레알 마드리드
- 라 리가: 2011–12
- 코파 델 레이: 2010–11
- 수페르코파 데 에스파냐: 2012

#### 나폴리
- 코파 이탈리아: 2013–14
- 수페르코파 이탈리아나: 2014

#### 비야레알
- 유로파리그 : 2020-21

### 국가대표팀
- 월드컵: 2010
- 유럽 선수권 대회: 2008, 2012
- U-19 선수권 대회: 2004

### 개인
- 라 리가 올해의 신인 선수: 2006
- UEFA 유로파리그 시즌의 팀 2014–15[31], 2020-21